# Auxilium Pallacanestro Torino 1994-1995
La Auxilium nel 1994-1995 ha giocato in Serie A2.

## Roster
|  | Naz.                                                    | Ruolo | Sportivo          | Anno | Alt. | Peso | Note |
|  | ------------------------------------------------------- | ----- | ----------------- | ---- | ---- | ---- | ---- |
|  | Italia (bandiera)                                       | P     | Luca Iacomuzzi    | 1972 |      |      | .    |
|  | Italia (bandiera)                                       | C     | Cristiano Masper  | 1973 | 207  | 102  |      |
|  | Italia (bandiera)                                       | AC    | Paolo Prato       | 1973 | 204  |      |      |
|  | Italia (bandiera)                                       | P     | Marco Mian        | 1970 |      |      |      |
|  | Jugoslavia (bandiera) · Bosnia ed Erzegovina (bandiera) | P     | Gordan Firić      | 1970 |      |      |      |
|  | Italia (bandiera)                                       |       | Giovanni Coppo    |      |      |      |      |
|  | Italia (bandiera)                                       |       | Fabrizio Valente  |      |      |      |      |
|  | Ruanda (bandiera) · Italia (bandiera)                   | A     | Charles Muyago    | 1977 | 198  |      |      |
|  | Italia (bandiera)                                       |       | Amedeo Calvo      |      |      |      |      |
|  | Italia (bandiera)                                       | AG    | Cristiano Carchia | 1972 |      |      |      |

### Staff tecnico
Capo allenatore:    Dido Guerrieri
Assistente allenatore:   Romeo Sacchetti
Medico: Roberto Carlin

## Risultati
- Serie A2:
- stagione regolare: 10ª classificata;
- play off promozione': eliminata primo turno;